# بنگوئلا ۱۷۸۴
سیارک ۱۷۸۴ (به انگلیسی: 1784 Benguella، نامگذاری:1935MG) هزار و هفتصد و هشتاد و چهارمین سیارک کشف شده‌است که در ۳۰ ژوئن ۱۹۳۵ کشف شد.
قدر مطلق سیارک برابر ۱۲٫۳۰ است.